# Juan I de Zápolya
Juan de Zápolya o Juan I de Hungría (en húngaro: Szapolyai János o Zápolyai János; 1487 Szepesvár, Transilvania-17 de julio de 1540) fue un noble húngaro, conde de Szepes y voivoda de Transilvania, quien fue coronado como trigésimoséptimo rey de Hungría en 1526 luego de la batalla de Mohács. Fue antirrey contra Fernando I del Sacro Imperio Romano Germánico, el hermano del emperador germánico, quien también tenía pretensiones sobre el trono húngaro. 

"A magyarok utolsó magyar királya" ("El último rey húngaro de los húngaros").
Farkas Bethlen. Siglo XIX.

## Biografía

### Inicios de su carrera militar y política
Juan I nació en 1487 en la mansión familiar de Szepesvár como hijo del Conde Esteban de Zápolya, Nádor de Hungría, y de la princesa polaca Eduviges Piast. 
A partir de la asamblea nacional de nobles celebrada en Rákosi en 1505, Juan de Zápolya fue elegido para dirigir el partido de nobles húngaros a sus dieciocho años de edad, lo cual se fijó posteriormente en la decisión de Rákosi. A partir de 1511, de Zápolya fue nombrado voivoda de Transilvania y se le encomendó la labor de combatir a los campesinos rebeldes de Jorge Dózsa, cuyo primer intento tuvo lugar en la batalla de 1514 junto a Temesvár y el asedio del siguiente año del castillo de Szendrő. La derrota de la revuelta consolidó su poder, deshaciéndose de varios nobles. Los comandantes de dicho alzamiento fueron ejecutados con diversos métodos crueles, llevando a la total derrota del ejército de campesinos que los seguía.
En los siguientes años tomó parte en varios bandos durante el conflictivo reinado de Vladislao II de Hungría, lo cual Zápolya quiso utilizar para asegurar cada vez más su camino hacia el trono húngaro. Para contentar a la familia de Zápolya, el rey Vladislao II arregló el matrimonio de Bárbara de Zápolya, hermana de Juan de Zápolya, con su hermano el rey polaco Segismundo I Jagellón el Viejo en 1512.
En la década de 1520, existían tres ejércitos diferentes e independientes en el reino húngaro, los cuales denotaban las características de este feudalismo tardío. Junto a las fuerzas del rey, también contaban con ejércitos el Nádor Esteban Báthory de Ecsed y el voivoda de Transilvania Juan de Zápolya. En 1515 el Nádor y el voivoda causaron estragos y robos con sus tropas en las regiones meridionales del reino, y su objetivo no era, pues, la lucha contra los invasores turcos otomanos, sino la firma del (tercer) tratado dinástico de 1515 de la Casa de Jagellón, el cual no les convenía políticamente, ya que les alejaba del poder. 
Al morir el rey Vladislao II en 1516, su hijo menor fue coronado como Luis II de Hungría y puesto bajo la tutela de Juan Bornemissza y Jorge de Brandeburgo, dos nobles influyentes del reino que no eran partidarios directos de los Habsburgo, los cuales veían con ansias la corona húngara. Sin embargo, la nobleza húngara apoyaba más bien a Juan de Zápolya, por lo cual el periodo de 1514-1526 fue en extremo inestable y el poder central real se hallaba sumamente debilitado, haciendo cada noble lo que consideraba más conveniente para sí.
A partir de 1521 se formó un ejército permanente en el sur del reino para contrarrestar a las cada vez más frecuentes incursiones turcas. Tuvo entonces como su asistente a Esteban Báthory de Somlya, un pariente del anteriormente mencionado nádor húngaro del mismo nombre. El sistema de fortalezas construidas por el rey Segismundo de Luxemburgo en el siglo XIV fue reducida a escombros en escasos años, perdiéndose también los castillos de Szabács, Belgrado y Zimony. Para 1521 los turcos ya habían ocupado grandes territorios y la integridad del reino se hallaba comprometida. Por otra parte, en 1522 Zápolya intervino en la política interior de Valaquia, asistiendo al noble Radu V de Afumaţi para que accediera al trono de su Estado nativo, quien le juró fidelidad a través del rey húngaro. 
Ante la noticia en 1526 de que el sultán turco Solimán el Magnífico había partido con su ejército al campo de Mohács, donde le esperaba el rey Luis II, Zápolya se vio forzado a combatir solo, pues las fuerzas del voivoda de Transilvania no llegaron a tiempo. Se estima que el ejército de Zápolya era de unos 40.000 soldados, lo cual es considerado una exageración actualmente, puesto que probablemente contaba sólo entre 10.000 y 15.000 hombres. Sus fuerzas se estacionaron junto a la ciudad de Szeged, según muchos por la incongruencia de las órdenes enviadas por el rey, y según otros como una estrategia para hacerse con el poder si el monarca húngaro moría al final en dicha batalla.
Zápolya no tenía buenas relaciones con la corte real de Buda, por lo cual no había aparecido en la asamblea de nobles de 1525 (particularmente en este caso por haber perdido en ese momento una batalla contra los turcos en la región de Temes), y según sus contemporáneos vivía como un exiliado interno en el reino.

### El rey Juan I de Hungría

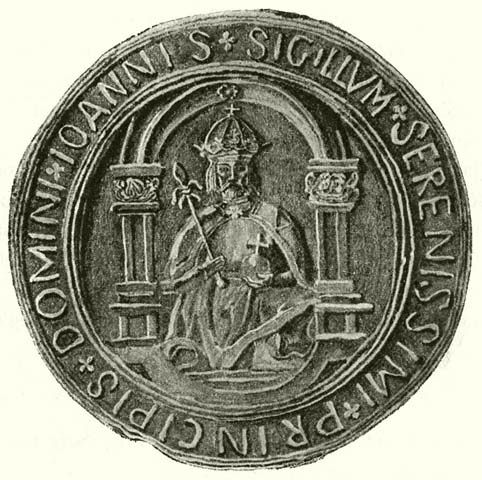
Sello Real doble de Juan I de Hungría

Luego de la muerte del rey húngaro Luis II en la batalla de Mohács en 1526, la ausencia de heredero para el trono causó un grave conflicto cuando el voivoda húngaro de Transilvania se hizo elegir por los nobles tras haber nombrado al obispo de Eger, Pablo Várdai, como arzobispo de Esztergom (pues el jerarca Ladislao Szalkai también había muerto en Mohács con el rey). De esta manera, el nuevo arzobispo de Esztergom coronó al noble húngaro como Juan I de Hungría. Pronto Fernando de Habsburgo, quien ya había reclamado el trono húngaro por sus derechos matrimoniales con Ana Jagellón de Hungría y Bohemia, hermana del fallecido Luis II, también fue coronado como rey tras haber llamado a su hermano el emperador para que lo asistiese militarmente
Ante esta situación, el 6 de mayo de 1527 el emperador germánico y también rey Carlos I de España ocupó la ciudad de Roma. Este acontecimiento en la política internacional agudamente ejemplifica la impotencia de Zápolya. El Estado papal era miembro de la Liga de Cognac y Zápolya se unió a dicha alianza el 2 de julio de 1527. Esto también significaba que se debía entrar en relaciones cercanas con el Imperio otomano, que también era aliado de esta liga. 
En ese mismo mes Carlos I de España inició una campaña militar contra Zápolya para apoyar a su hermano Fernando de Habsburgo en sus pretensiones al trono húngaro. De esta forma Juan I abandonó la ciudad de Buda el 15 de agosto de 1527 sin haber sido asediada, y se retiró hasta Tokaj donde un par de mil soldados Lansquenetes del emperador le dieron alcance y lo derrotaron. Tras esto, Zápolya escapó a Transilvania.
Para finales de 1527, Zápolya había perdido mucho poder y control sobre los territorios húngaros, por lo cual el clérigo Jorge Martinuzzi organizó el viaje de Juan a la fortaleza de Tarnow en Polonia, para refugiarse bajo el amparo del rey polaco Segismundo I Jagellón el Viejo, quien una década antes había estado casado con Bárbara de Zápolya, hermana mayor del rey húngaro. Para este momento, la asamblea de Marosvásárhely y de Brassó ya habían aceptado a Fernando como rey ante el temor de los ejércitos imperiales de Carlos I. Fernando reinaba en gran parte del reino, así que según las leyes húngaras fue coronado en Székesfehérvár, con lo cual llegó a sus manos la Santa Corona Húngara, luego de que el guardián de la corona, Pedro Perényi cambió de lado abandonando a Zápolya y sirviendo a los Habsburgo.
Zápolya envió embajadas pidiendo ayuda a Baviera, a Polonia, al rey Francisco I de Francia, al papa y a muchos otros Estados, pero ninguno accedió a asistirle, pues nadie se atrevía a enfrentar a Carlos I, salvo Francisco, que preparaba una expedición a Nápoles. En 1527 Zápolya envió una embajada conducida por Jerónimo Laszky ante el sultán otomano, Solimán el Magnífico para pedirle asistencia. Ambos firmaron un tratado el 27 de enero de 1528.
Primero en 1529 las fuerzas del voivoda de Valaquia entraron en Transilvania bajo las órdenes del sultán. El sultán Solimán el Magnífico se apresuró a ayudar a Zápolya y en 1529 por voluntad de los turcos, Juan I se arrodilló y besó la mano del sultán en el propio campo de Mohács, donde se libró la batalla tres años antes. Pronto las fuerzas turcas y de Zápolya marcharon hacia Buda y la ocuparon en 1530. Zápolya recibió la ciudad y todo el apoyo del sultán, manteniendo a su lado al noble veneciano Ludovico Gritti, quien servía al sultán y defendía diplomáticamente los intereses del rey húngaro frente a los Habsburgos. Gritti fue nombrado regente, consejero real, tesorero real y obispo de Eger (aunque no era sacerdote) por el rey Juan I, quien se hallaba sumamente agradecido por sus servicios. Teniendo un sitio estable entre el Imperio Otomano y Austria, de inmediato las fuerzas del sultán turco avanzaron hacia Viena, sin embargo el crudo invierno los disuadió del viaje (y el Sitio de Viena en 1529??).
Desde luego, esta alianza con los turcos no era algo que Zápolya hacía de buena gana, pero consiguió en ellos buenos aliados momentáneos mientras consolidaba su poder en la Hungría huérfana frente a las pretensiones de los Habsburgos. Pronto el sultán vio en Juan I un aliado apropiado para servir de intermediario entre Occidente y los otomanos. La situación tensa entre Fernando I y Juan I continuó por varios años intentando firmar tratados, y desprestigiarse el uno al otro. Fernando intentó también que el sultán perdiese su confianza en Juan I, pero no lo consiguió.
En 1538 los dos reyes firmaron un tratado de paz en la ciudad de Várad, en el cual acordaron que el reino sería dividido en dos mitades, y en cuanto a la parte sucesoria, para evitar conflictos, ambos acordaron en que tras la muerte de Juan, al no tener herederos, el trono pasaría a Fernando I. Puesto que este tipo de acuerdos ofendían la postura y los intereses otomanos, jamás fue publicado.
Sin embargo, en 1540 nació Juan Segismundo, hijo de Juan de Zápolya. De inmediato, su padre falló al acuerdo y mandó a nombrar rey a su hijo recién nacido, justo antes de morir, haciéndole prometer a su esposa Isabela Jagellón, al conde Valentín Török y al padre Jorge Martinuzzi que protegerían al nuevo heredero y sucesor. Fernando I, al enterarse de todo, comenzó a conspirar contra ellos y movilizó nuevamente sus tropas hacia Buda, donde fueron repelidas por las turcas. Pronto el sultán se enteró del acuerdo secreto de 1538 y declaró que la alianza con los húngaros carecía de confianza y tomó por la fuerza la ciudad de Buda que protegía. Valentín Török fue apresado y enviado a Estambul donde murió encarcelado y Hungría terminó de dividirse en tres partes, ahora la región central donde se hallaba Buda sería el Vilayato de Buda, parte del imperio otomano, y Transilvania quedaría como un Principado Independiente vasallo de los turcos. 
Juan Segismundo, hijo del rey Juan fallecido en 1540, gobernó hasta su muerte como antirrey húngaro (1540-1570) frente a Fernando I de Habsburgo y como el primer príncipe de Transilvania (1559–1571).
| Predecesor: Luis II de Hungría | Rey de Hungría contra Fernando I 1526-1540 | Sucesor: Fernando I contra Juan II |